# Myrmelastes
A Myrmelastes a madarak osztályának verébalakúak (Passeriformes) rendjébe és a hangyászmadárfélék (Thamnophilidae) családjába tartozó nem. Besorolásuk vitatott, egyes szervezetek a Schistocichla nembe sorolják ezeket a fajokat.

## Rendszerezésük
A nemet Philip Lutley Sclater angol ügyvéd és zoológus írta le 1858-ban, az alábbi fajok tartoznak ide:
- Myrmelastes schistaceus[1] vagy Schistocichla schistacea[2]
- Myrmelastes saturatus[1] vagy Schistocichla saturata[2]
- Myrmelastes hyperythrus[1]
- Myrmelastes caurensis[1] vagy Schistocichla caurensis[2]
- Myrmelastes rufifacies[1] vagy Schistocichla rufifacies[2]
- Myrmelastes brunneiceps[1] vagy Schistocichla brunneiceps[2]
- Myrmelastes leucostigma[1] vagy Schistocichla leucostigma[2]
- Myrmelastes humaythae[1] vagy Schistocichla humaythae[2]